# Величай Михайло Лукич
Михайло Лукич Величай (1907—1943) — український радянський військовик, майор РСЧА, учасник німецько-радянської війни, Герой Радянського Союзу (1944). 

## Біографія
Михайло Величай народився 21 листопада 1907 року у селі Лютенька (нині — Гадяцький район Полтавської області) у селянській родині. Закінчив 6 класів середньої школи, після чого працював на торфовищах. У 1932 році вступив у ВКП(б). 
У 1939 рокові Величай був призваний на службу в Червону Армію. З червня 1941 року — на фронтах німецько-радянської війни. 
Закінчив військово-політичне училище. У вересні 1943 року гвардії майор Михайло Величай був заступником командира 100-го гвардійського стрілецького полку з політчастини 35-ї гвардійської стрілецької дивізії 6-ї армії Південно-Західного фронту. Відзначився під час битви за Дніпро.
У ніч з 26 на 27 вересня 1943 року, незважаючи на шквальний ворожий вогонь, полк Величая переправився через Дніпро у районі села Звонецьке Солонянського району Дніпропетровської області. Величай брав активну участь у захопленні та розширенні до 7 кілометрів плацдарму на західному березі річки. Коли командир полку вибув зі строю, Величай узяв командування на себе і забезпечив успішне виконання бойової задачі.
30 вересня 1943 року Величай загинув у бою за розширення плацдарму. Похований у місті Синельникове Дніпропетровської області.
Указом Президії Верховного Ради СРСР від 22 лютого 1944 року за «мужність і героїзм, виявлені під час форсування Дніпра і утримання плацдарму на його правому березі» гвардії майор Михайло Величай посмертно був нагороджений високим званням: Герой Радянського Союзу. Також був нагороджений орденами: Леніна та Червоної Зірки.
На честь Величая названо вулицю у м. Синельникове і середня школа у селі Лютенька.
На шкільному подвір'ї (с. Лютенька) 9 травня 1967 року встановлено пам'ятник Михайлові Величаю. Після відкриття нової середньої школи у 1992 році пам'ятник перенесено до сільської ради (нова школа теж носить ім'я М. Л. Величая).

## Вшанування пам'яті
У селі Лютенька є вулиця Михайла Величая.

У місті Синельникове є вулиця Михайла Величая.

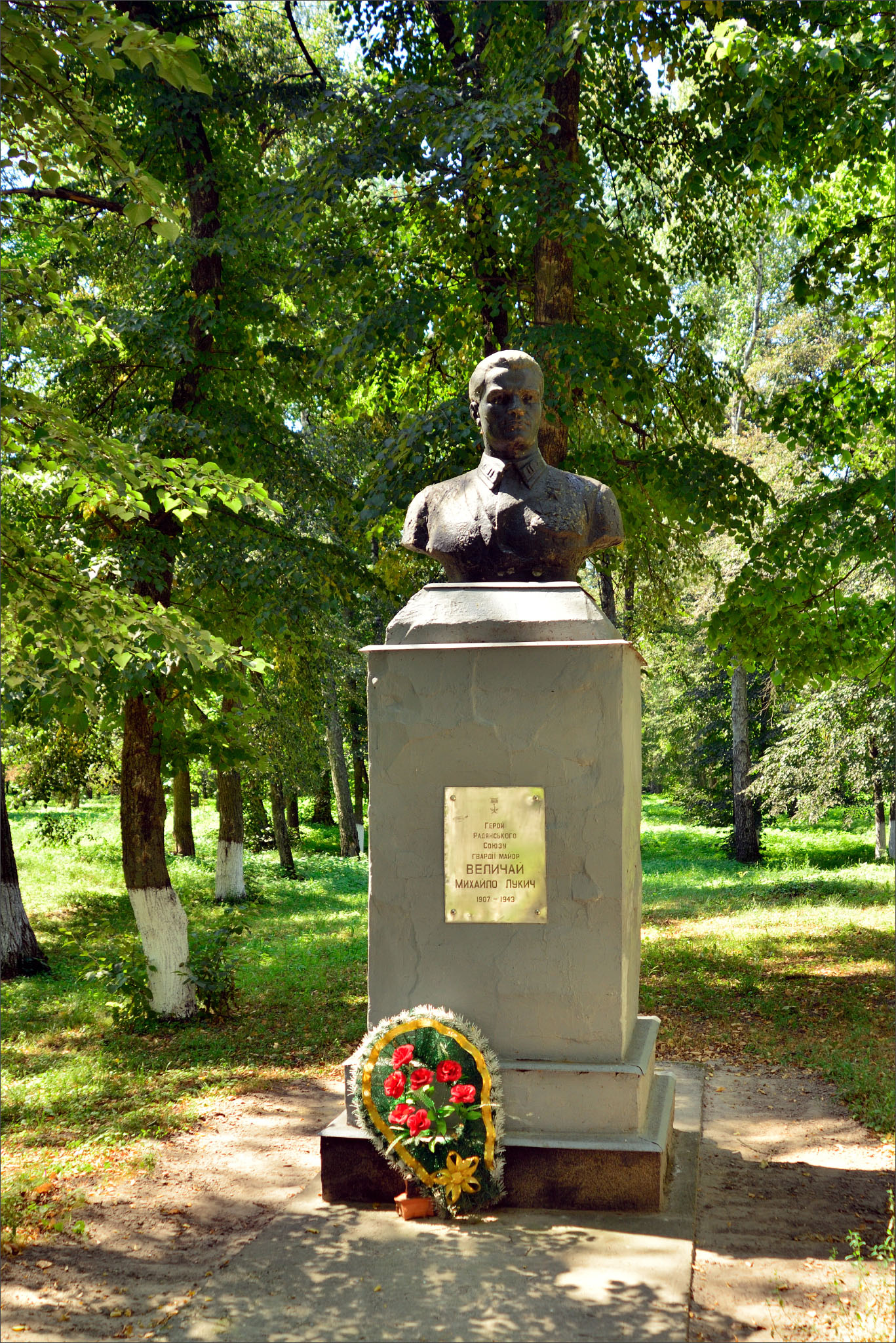
Пам'ятник-погруддя герою Радянського Союзу М. Л. Величаю у с. Лютенька
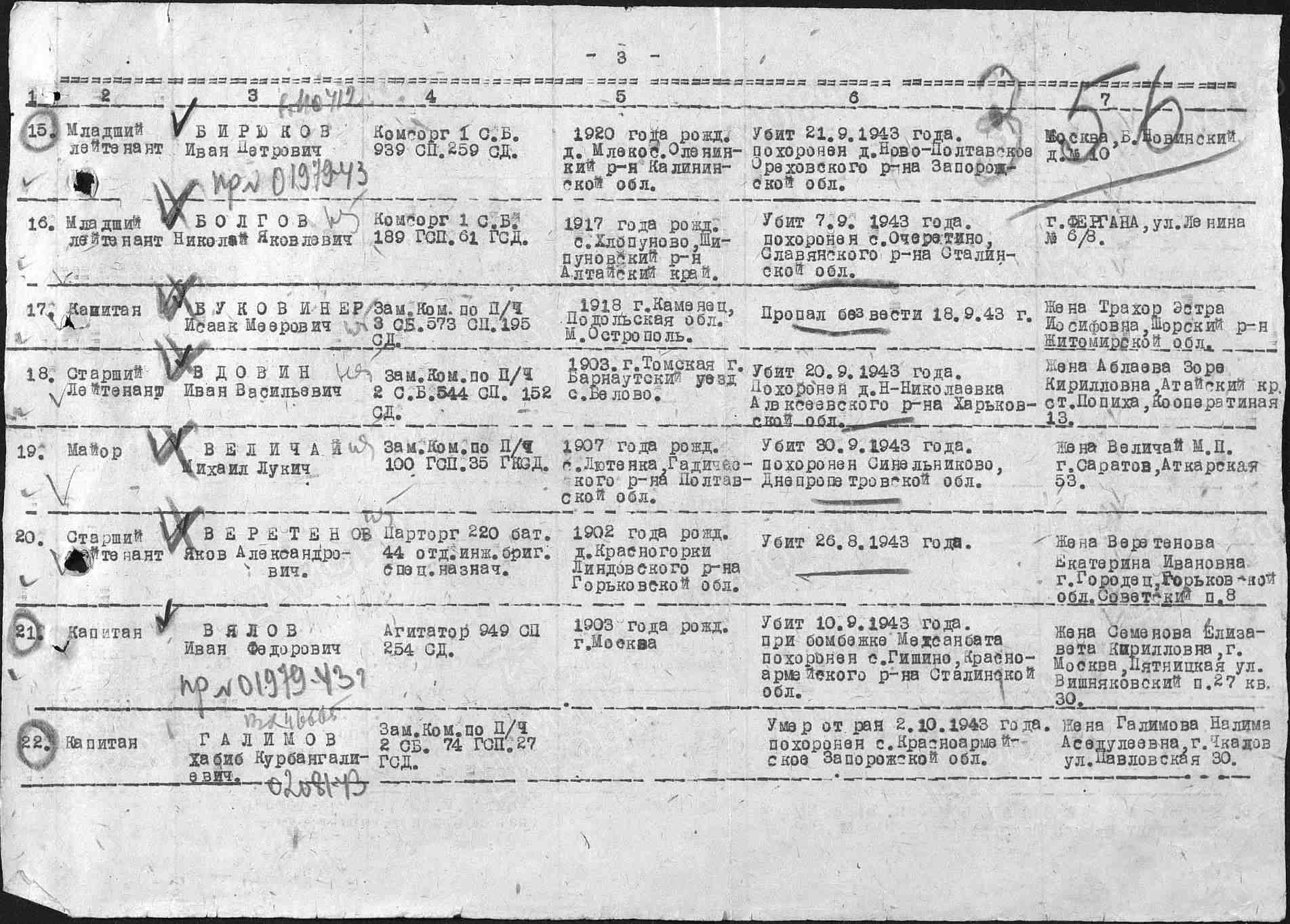
Інформація з донесення про незворотні втрати
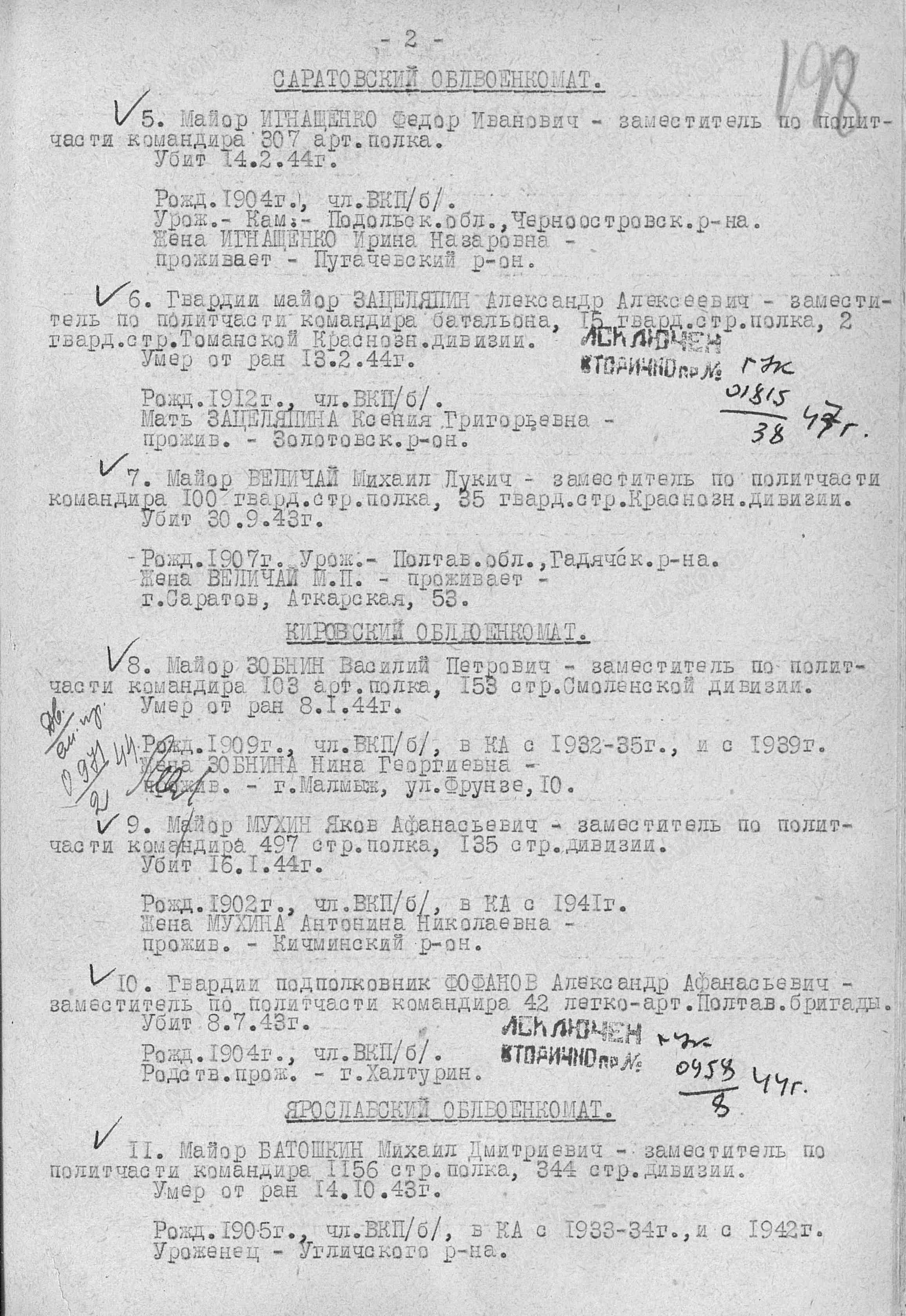
Інформація з наказу про виключення зі списків Величай Михайло Лукич
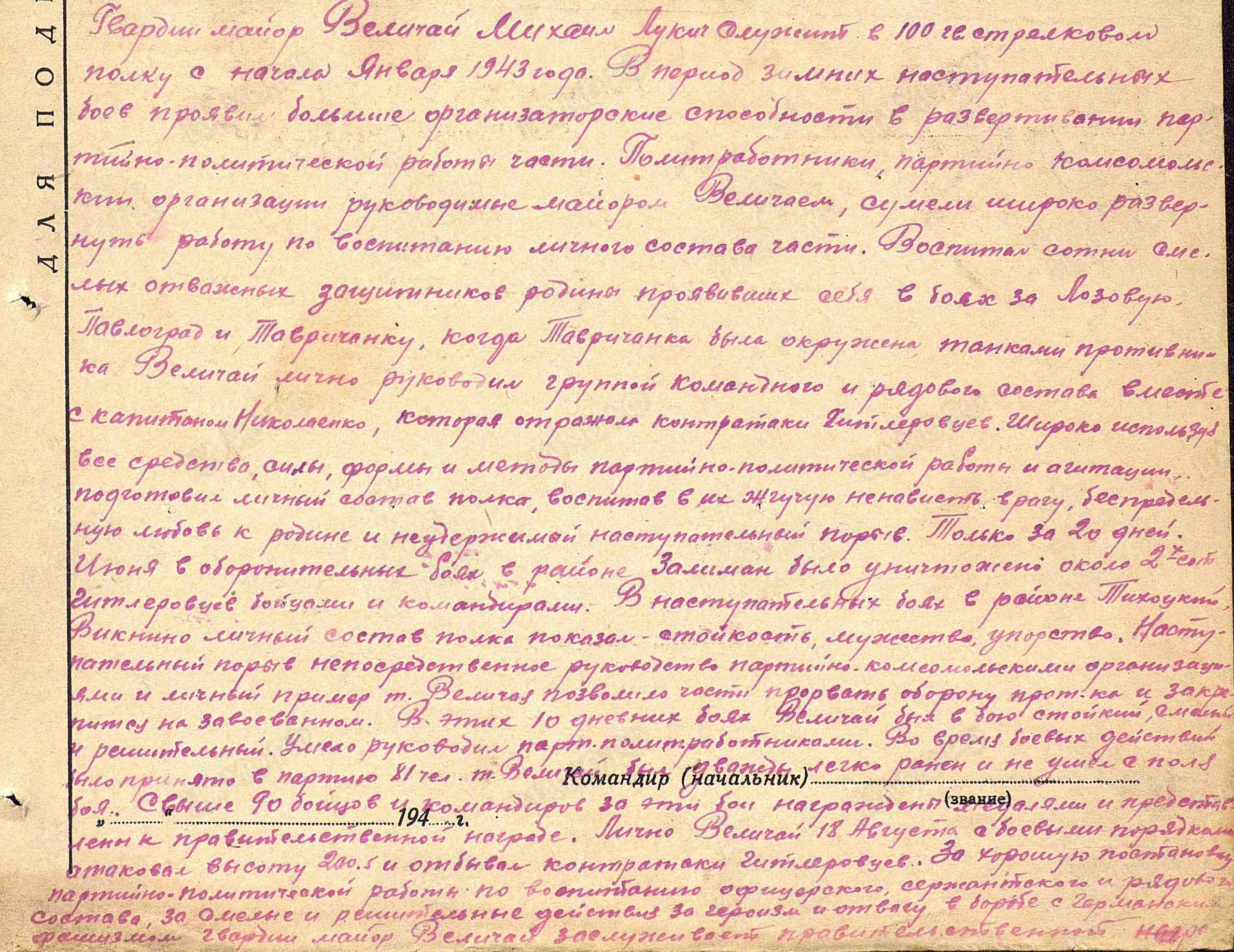
Фрагмент з особової справи. Величай Михайло Лукич
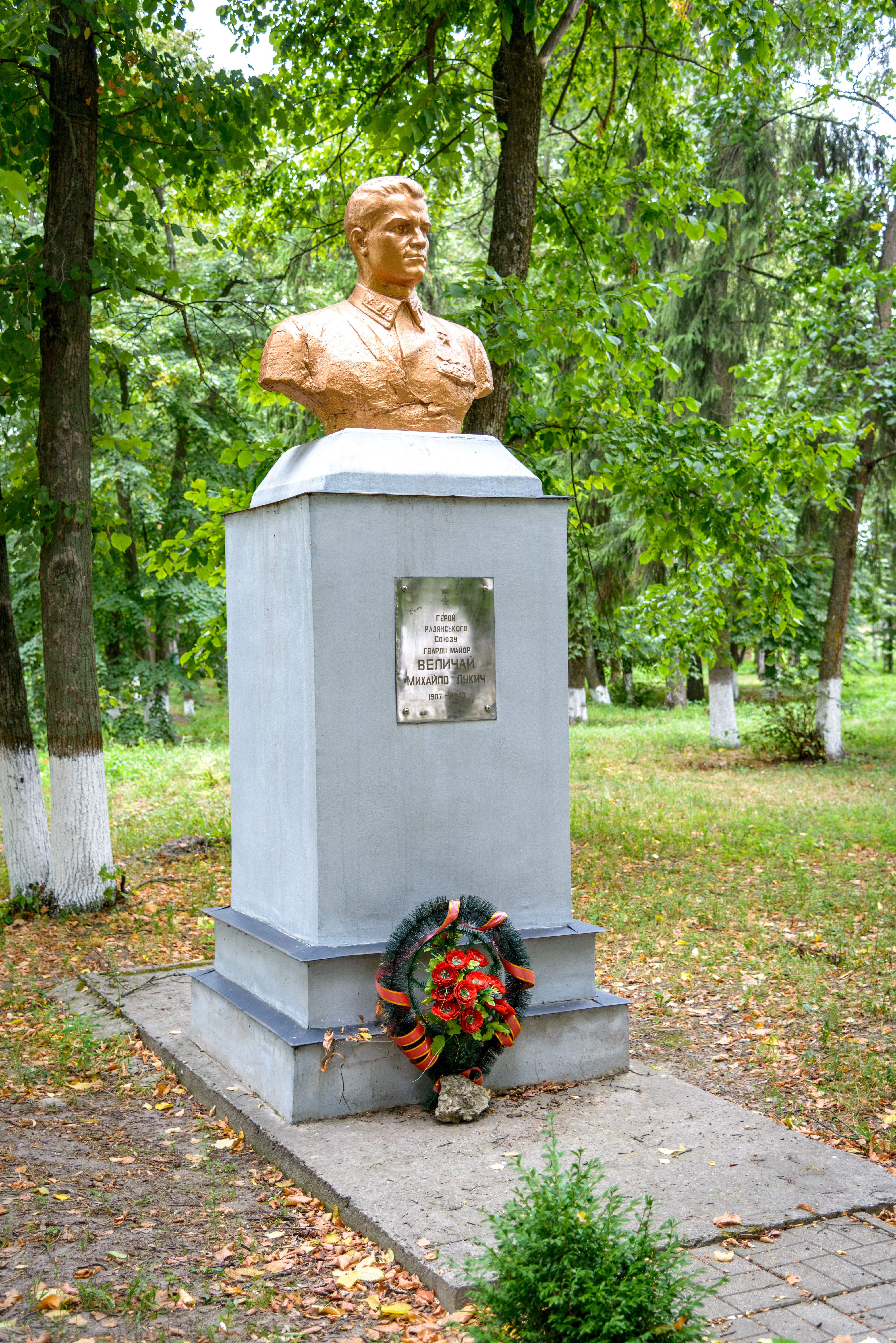
Погруддя герою Величая М. Л. (світлина 2019 року)